# Анновка (Высочанский сельский совет)
Анновка (укр. Ганнівка) — село, относится к Тарутинскому району Одесской области Украины.
Население по переписи 2001 года составляло 254 человека. Почтовый индекс — 68511. Телефонный код — 4847. Код КОАТУУ — 5124782602.

## Местный совет
68511, Одесская обл., Тарутинский р-н, с. Высочанское, ул. Молодёжная, 29